# Jakow Puńko
Jakow Iwanowicz Puńko (ros. Яков Иванович Пунько, ur. w 1916, zm. w 1984) – radziecki lekkoatleta, długodystansowiec, medalista mistrzostw Europy z 1946.
Zdobył brązowy medal w biegu maratońskim na mistrzostwach Europy w 1946 w Oslo, przegrywając jedynie z reprezentantami Finlandii Mikko Hietanenem i Väinö Muinonenem.
Był mistrzem ZSRR w maratonie w 1940 i 1946 oraz brązowym medalistą w biegu na 10 000 metrów w 1943 i w maratonie w 1948. W czasie zwycięskiego maratonu 15 września 1940 w Moskwie ustanowił rekord ZSRR czasem 2:39:35,0.
Ustanowił również pierwsze oficjalne rekordy ZSRR w biegu na 25 000 metrów – 1:26:05,0 i w biegu na 30 000 metrów – 1:48:22,4.
Jego rekord życiowy w maratonie wynosił 2:34:56,0 (ustanowiony 15 lipca 1950 w Moskwie). Pozostałe rekordy życiowe: bieg na 5000 metrów 14:56,0 (1947), bieg na 10 000 metrów 31:56,8 (1950), bieg godzinny 17 718 m (1940).